# Троицкая церковь (Новочеркасск)
Троицкая церковь — бывший православный храм в городе Новочеркасске Области Войска Донского; также известна как Церковь Троицы Живоначальной. 

## История
Церковь была воздвигнута на одноименной площади в 1810 году, и вначале была деревянной. По прошествии десятилетий обветшал, в 1830 году обрушилась его церковная ограда. 
В 1835 году прихожане начали говорить о необходимости постройки каменной церкви. Проект двухэтажной каменной церкви был выполнен архитектором Седовым в январе 1845 года. Но Санкт-Петербургское главное управление публичных зданий и путей сообщения прислало в Новочеркасск свой проект Троицкой Церкви. Городское правление отказалось от обеих проектов из-за их малой вместительности, и решило создать новый. За его разработку взялся архитектор Фомин Ф.А., который составил проект трехпрестольного, пятикупольного, в византийском стиле храма. Новый проект был одобрен и утвержден 2 августа 1845 года. Только через пять лет, 24 июня 1850 года, с благословения архиепископа Донского и Новочеркасского Иоанна (Доброзракова) была совершена торжественная закладка каменного храма. В 1856 году при Войсковом наказном атамане М. Г. Хомутове церковь была возведена. Иконы для иконостасов писали местные живописцы Ардалион Золотарев и Михаил Гольмов. 30 мая 1859 года состоялось освящение Троицкой церкви.

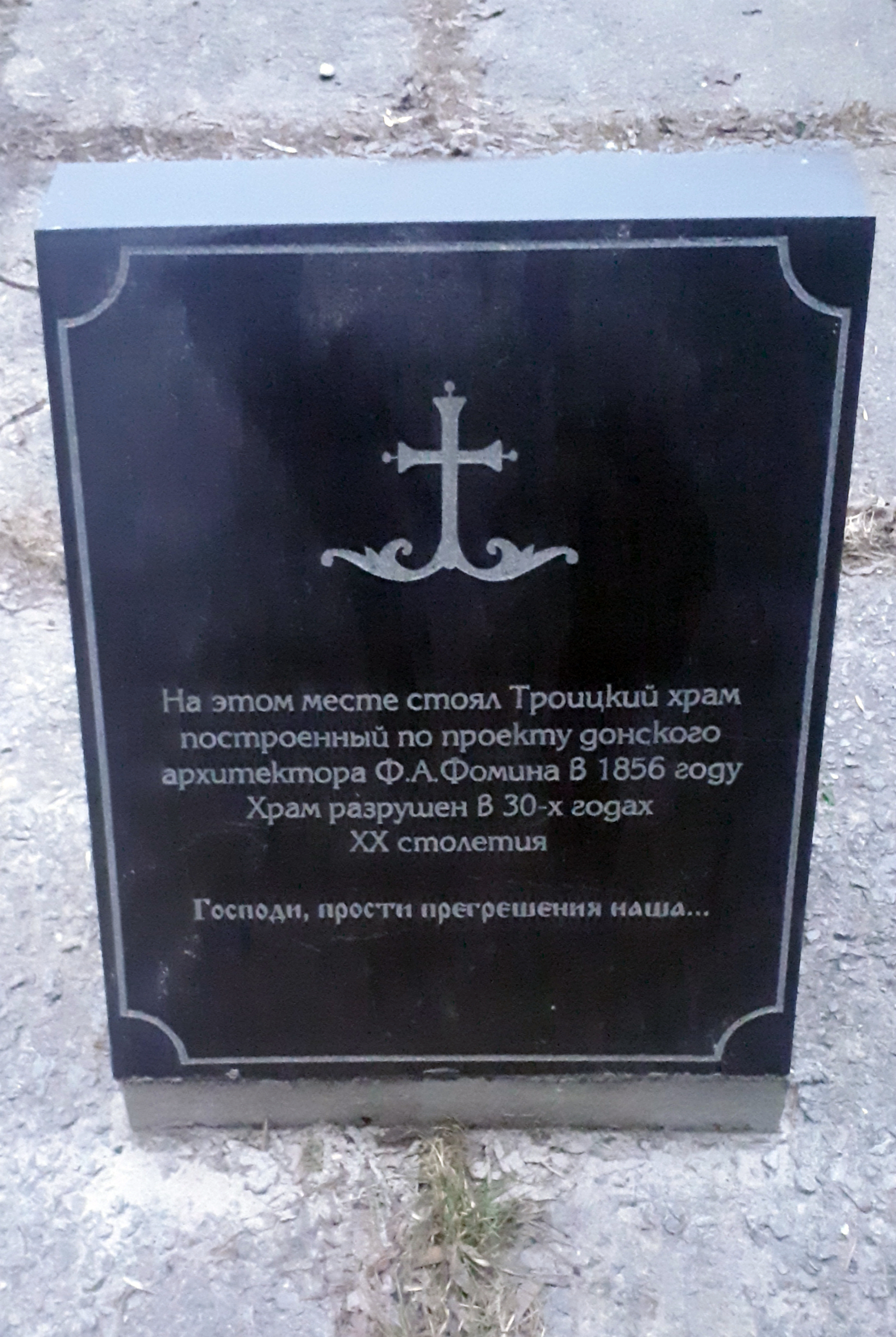
Памятный знак на месте разрушенного Троицкого храма (Новочеркасск)

В июне 1869 года началась пристройка к Троицкой церкви кирпичной колокольни с каменной трапезной. До 1896 года в храме было только два престола — главный (Троицкий) и южный (Воздвиженский); в 1896 году был создан третий — северный (Покровский) престол. В 1897 году при Троицкой церкви в двухэтажном здании с фасадом, выходящим на Санкт-Петербургский проспект (ныне спуск Герцена) была открыта школа для девочек, а в одноэтажном с фасадом на Московскую улицу — церковно-приходская школа.
По состоянию на 1915 год Новочеркасская Троицкая церковь была пятиглавой, с каменной колокольней, трехпрестольной церковью и состояла из двух этажей. Главный купол имел конусообразную форму с восемью окнами. Кресты на главках церкви были железные, но позолоченные. В Троицкий храм вели три двери. На колокольне в нижнем её ярусе имелось десять колоколов. Трапезная Троицкой церкви была весьма просторной — длиной 12 метров, шириной 8,5 метров и высотой 9,6 метров. При входе в церковь по правую и левую стороны были расположены хоры.
Закрытие Троицкой церкви произошло в середине 1930-х годов во время массовой кампании по закрытию православных храмов в Новочеркасске. Перед войной она была разрушена.